# Carp Lake Provincial Park
Carp Lake Park är en park i Kanada.   Den ligger i provinsen British Columbia, i den centrala delen av landet, 3 500 km väster om huvudstaden Ottawa. Carp Lake Park ligger 846 meter över havet.
Terrängen runt Carp Lake Park är huvudsakligen platt, men norrut är den kuperad. Trakten runt Carp Lake Park är nära nog obefolkad, med mindre än två invånare per kvadratkilometer.. Det finns inga samhällen i närheten. 